# Марина Костенецка
Марина Костенецка (латис. Marina Kosteņecka; *25 серпня 1945, Рига) — письменниця-публіцист і радіожурналіст.
Закінчила Ризький медичний інститут (1973) та Вищі літературні курси при Літературному інституті ім. М. Горького в Москві (1977).
Удостоєна Ордена Трьох зірок за заслуги перед Латвією.